# 5 Eskadra Pilotażu Przejściowego Oficerskiej Szkoły Lotniczej nr 5
 5 Eskadra Pilotażu Przejściowego Oficerskiej Szkoły Lotniczej im. F. Żwirki i S. Wigury  (5 epb OSL-5) – pododdział wojsk lotniczych.

## Historia – formowanie, zmiany organizacyjne
5 Eskadra Pilotażu Przejściowego Oficerskiej Szkoły Lotniczej im. F. Żwirki i S. Wigury powstała na podstawie dyrektywy Nr 0020/Org. Ministra Obrony Narodowej z dnia 21 lutego 1951 roku, następnie rozkazu Nr 0036/Org. Ministra Obrony Narodowej z dnia 7 kwietnia 1951 roku. Została utworzona na radomskim lotnisku Piastów pod koniec maja 1951 roku na bazie plutonu samolotów UT-2 oraz doświadczalnego klucza na samolotach Po-2, które wchodziły w skład utworzonej wcześniej eskadry szkolnej w OSL-4 w Dęblinie kpt. pil. Eugeniusza Robaka pod nazwą 2 Eskadra Pilotażu Myśliwskiego Oficerskiej Szkoły Lotniczej im. F. Żwirki i S. Wigury. Pierwszym dowódcą został kpt. pil. Zdzisław Plezia. Eskadra po zakończeniu pierwszego etapu formowania struktur radomskiej Oficerskiej Szkoły Lotniczej nr 5 w lipcu 1951 na podstawie rozkazu komendanta OSL-5 została przebazowana na lotnisko Słomczyn k/Grójca. Przebazowanie do Słomczyna przebiegało w trzech rzutach. Pod koniec lipca eskadra rozpoczęła praktyczne szkolenie podchorążych na samolotach Jak-9 w zakresie pilotażu bojowego. 
W 1953 na wyposażenie eskadry weszły samoloty typu Jak-11. 
W 1955 OSL nr 5, dysponująca 9 eskadrami, przechodzi zmianę etatu z 20/283 na etat 20/343 i związaną z tym reorganizację. 5 lutego 1955 eskadry przemianowane zostały:
- 9 Eskadra na l Eskadrę Pilotażu Bojowego;
- 4 Eskadra na 2 Eskadrę Pilotażu Bojowego;
- 3 Eskadra na 3 Eskadrę Pilotażu Bojowego;
- l Eskadra na 4 Eskadrę Pilotażu Przejściowego;
- 2 Eskadra na 5 Eskadrę Pilotażu Przejściowego;
- 7 Eskadra na 6 Eskadrę Pilotażu Przejściowego;
- 5 Eskadra na 7 Eskadrę Pilotażu Podstawowego;
- 6 Eskadra na 8 Eskadrę Pilotażu Podstawowego;
- 8 Eskadra na 9 Eskadrę Pilotażu Podstawowego..

W dniu 12 maja 1956 nastąpiło ostatnie w historii eskadry przebazowanie z lotniska w Grójcu na lotnisko radomskie Sadków, gdzie oprócz szkolenia podchorążych personel eskadry przygotowywał się pod względem teoretycznym i praktycznym do przyjęcia na swoje wyposażenie nowych samolotów odrzutowych typu Jak-23 oraz Mig-15 i UTI Mig-15. 
W 1958 rozpoczął się kolejny etap reorganizacji systemu wojskowego szkolnictwa lotniczego. Opracowano projekt reorganizacji struktur oficerskich szkół lotniczych. Projekt przewidywał zmianę organizacji eskadrowych na pułkowe, gdyż przyjęcie nowego sprzętu wymagało innego, znacznie rozbudowanego systemu zaopatrzenia i zabezpieczenia. Zmiany przeprowadzono na podstawie rozkazu organizacyjnego MON nr 075/Org. z dnia 31 grudnia 1957 r. oraz rozkazu organizacyjnego DWL i OPL OK nr 02/Org. z dnia 29 stycznia 1958r. Na skutek tych rozkazów OSL-5 przeszła na etat nr 20/466. Historia 5 eskadry kończy się w lutym 1958, kiedy to weszła w skład sformowanego w Radomiu 60 Lotniczego Pułku Szkolnego. Ostatnim dowódcą 5 Eskadry Pilotażu Przejściowego Oficerskiej Szkoły Lotniczej im. F. Żwirki i S. Wigury był kpt. pil. Aleksander Cymbalski.

## Dowódcy eskadr 1951-1958[11]
- kpt. pil. Zdzisław Plezia (1951-1952)
- kpt. pil. Władysław Sobaczewski (1952-1953)
- kpt. pil. Marian Lipczyński (1954-1956)
- mjr pil. Henryk Gotlib (1956-1957)
- kpt. pil. Aleksander Cymbalski (1957-1958)

## Struktura etatowa eskadry[12]
- dowódca eskadry
- zastępca dowódcy eskadry ds. politycznych
  - sekretarz POP
  - instruktor ZMP
- szef sztabu
  - szef łączności
  - instruktor WF
  - szef eskadry
  - kancelista
  - maszynistka
  - instruktor wyszkolenia spadochronowego
  - układacz spadochronowy
- nawigator eskadry
- pomocnik dowódcy eskadry ds. wyszkolenia bojowego
  - dowódcy klucza
  - piloci instruktorzy
  - technik klucza
  - starszy mechanik lotniczy
  - mechanik lotniczy
  - starszy silnikowy
  - mechanik przyrządów lotniczych
  - mechanik instalacji elektrycznej
  - mechanik uzbrojenia lotniczego
  - majster radiowy
- pomocnik dowódcy eskadry ds. liniowych
  - lekarz
  - felczer
  - dowódca kompanii podchorążych
  - szef kompanii podchorążych
  - podoficer gospodarczy
- pomocnik dowódcy eskadry ds. inż.-eksploatacyjnych
  - inżynier osprzętu
  - inżynier uzbrojenia
  - starzy technik eksploatacyjny
  - technik osprzętu
  - technik uzbrojenia

## Samoloty
Na wyposażeniu eskadry były samoloty:
- UT-2
- Po-2
- Jak–9
- Jak-9P
- Jak-11
- Jak-23
- MiG-15
- UTIMiG-15